# Phoxophrys nigrilabris
Phoxophrys nigrilabris là một loài thằn lằn trong họ Agamidae. Loài này được Peters mô tả khoa học đầu tiên năm 1864.